# Mae Murray
Mae Murray (eg. Marie Adrienne Koening), född 10 maj 1885 i New York, New York, död 23 mars 1965 i Woodland Hills, Kalifornien var en amerikansk skådespelare.

## Biografi
Dotter till österrikiska och belgiska invandrare. Hon började dansa som barn och 1906 kom hon till Broadway som Vernon Castles partner i About Town. Murray medverkade också i flera uppsättningar av Ziegfeld Follies. 
1916 gjorde hon filmdebut i To Have and to Hold. Trots en begränsad skådespelartalang kom hon att bli en av stumfilmens största stjärnor, mycket tack vare sitt vackra ansikte (hon brukade kallas för The Girl with the Bee-Stung Lips), sprudlande personlighet och graciösa poser. Hon spelade mot många av de stora manliga stjärnorna, såsom Rudolph Valentino och John Gilbert.
Hennes karriär började gå utför 1926, sedan hon ingått sitt fjärde äktenskap med en prins David Mdivani. Han tog hand om hennes affärer och tvingade henne att bryta sitt kontrakt med filmbolaget MGM, något som ledde till att hon fick svårare att få roller. 
Sedan hennes filmkarriär var över dök hennes namn upp i tidningarna då och då, ofta i tråkiga sammanhang, som till exempel att hon förlorat vårdnaden om sin son efter skilsmässan från prinsen, och att hon var försatt i personlig konkurs. 

## Filmografi (urval)

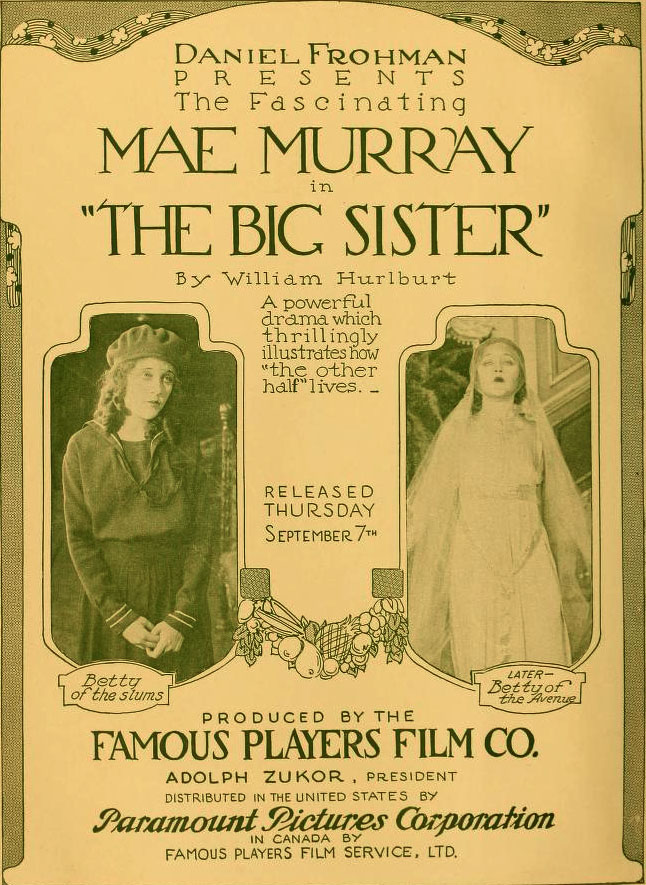
The Big Sister (1916)
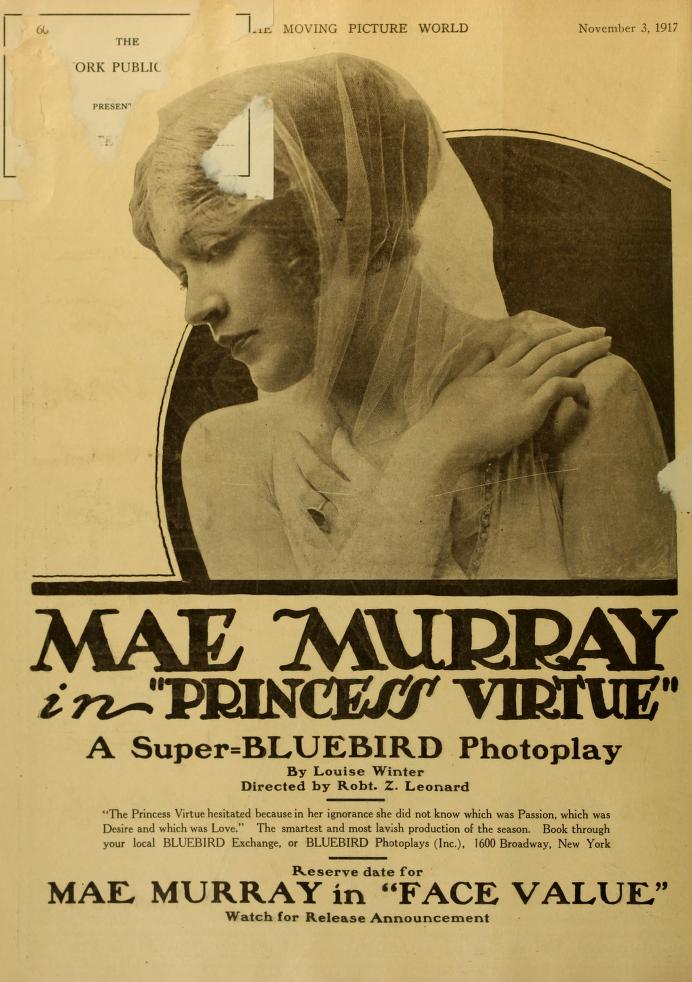
Princess Virtue (1917)
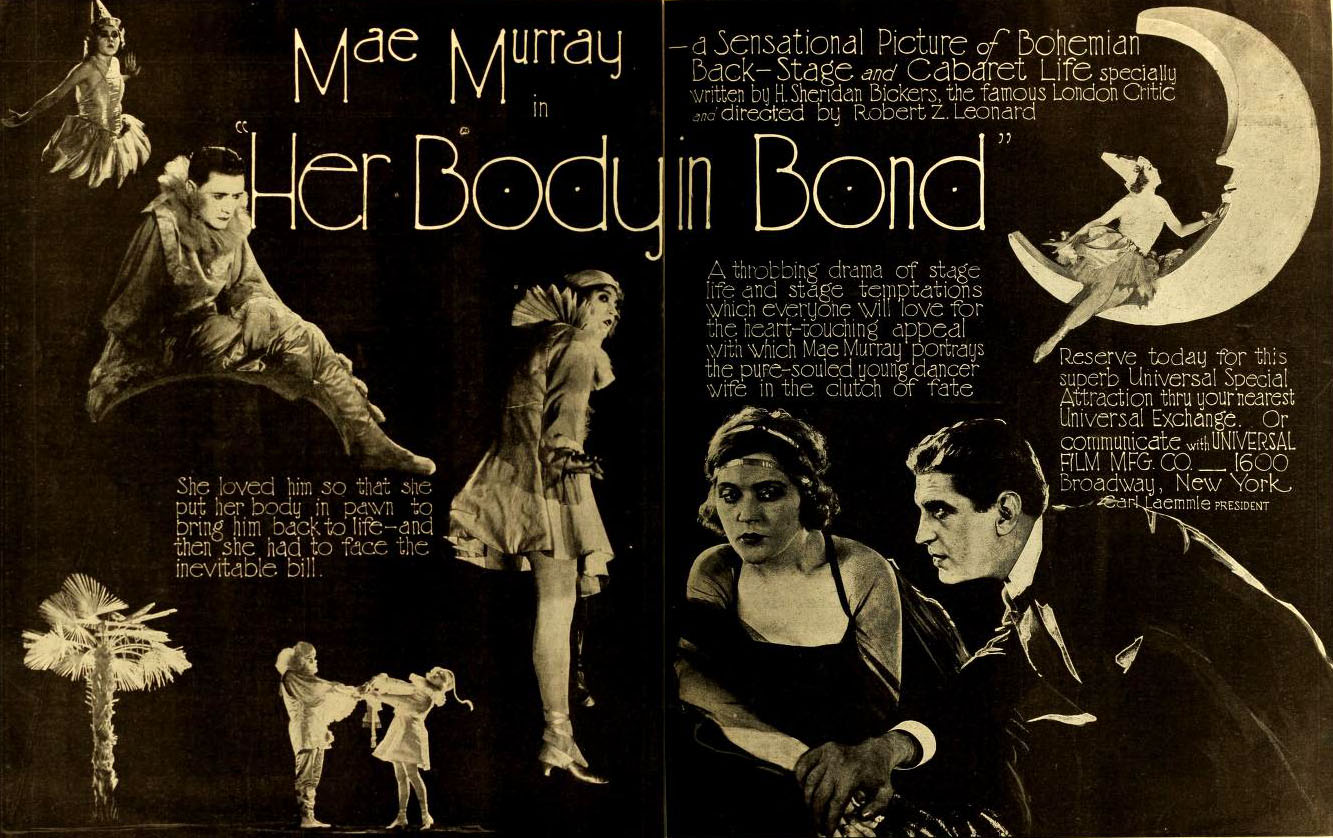
Her Body in Bond (1918)

- 1916 – To Have and to Hold
- 1917 – The Mormon Maid
- 1918 – Her Body in Bond
- 1920 – Dansen går...
- 1920 – Rätten att älska
- 1921 – The Gilded Lily
- 1923 – Jazzmania
- 1925 – Den glada änkan
- 1927 – Altars of Desire